# Scottish Division One 1896-1897
La Scottish Division One 1896-1897 è stata la 7ª edizione della massima serie del campionato scozzese di calcio, disputato tra il 15 agosto 1896 e il 13 marzo 1897 e concluso con la vittoria degli Hearts al loro secondo titolo.
Capocannoniere del torneo è stato William Taylor (Hearts) con 12 reti.

## Stagione
Il Dumbarton, retrocesso nella precedente stagione, fu sostituito dall'Abercorn tornato in Division One dopo tre anni di assenza. Fu invece rieletto il Clyde.
Le due squadre di Edimburgo si trovavano a pari punti prima dell'ultima giornata: gli Hearts vinsero poi il campionato battendo 5-0 il Clyde, mentre l'Hibernian concluse la stagione con una sconfitta per 2-0 in casa del St. Mirren.

## Classifica finale
Fonte:
|       | Pos. | Squadra       | Pt | G  | V  | N | P  | GF | GS |
| ----- | ---- | ------------- | -- | -- | -- | - | -- | -- | -- |
|       | 1.   | Hearts        | 28 | 18 | 13 | 2 | 3  | 47 | 22 |
|       | 2.   | Hibernian     | 26 | 18 | 12 | 2 | 4  | 50 | 20 |
|       | 3.   | Rangers       | 25 | 18 | 11 | 3 | 4  | 64 | 30 |
|       | 4.   | Celtic        | 24 | 18 | 10 | 4 | 4  | 42 | 18 |
|       | 5.   | Dundee        | 22 | 18 | 10 | 2 | 6  | 38 | 30 |
|       | 6.   | St. Mirren    | 19 | 18 | 9  | 1 | 8  | 38 | 29 |
|       | 7.   | St. Bernard's | 14 | 18 | 7  | 0 | 11 | 32 | 40 |
|       | 8.   | Third Lanark  | 11 | 18 | 5  | 1 | 12 | 29 | 46 |
| [ 3 ] | 9.   | Clyde         | 8  | 18 | 4  | 0 | 14 | 27 | 65 |
|       | 10.  | Abercorn      | 3  | 18 | 1  | 1 | 16 | 21 | 88 |

Legenda:
      Campione di Scozia.
      Retrocessa in  Scottish Division Two 1897-1898.
Regolamento:
Due punti a vittoria, uno a pareggio, zero a sconfitta.
Vigeva il pari merito. In caso di arrivo a pari punti per l'assegnazione del titolo o per i posti destinati alla rielezione automatica era previsto uno spareggio.
Note:
Il Clyde fu rieletto per la stagione successiva.